# عباس حزباوی
عباس حزباوی (زادهٔ ۱۳۲۳ شمسی) در روستای ام‌الصخر، شهرستان شادگان در زادگاه شاعر بزرگ ـ ابن سکیت دورقی ـ یکی از شاعران و نویسندگان عرب استان خوزستان از اولین شاعران انقلاب و شعر عربی معاصر می‌باشد. تاکنون چندین آئین تجلیل و نکوداشت برای این شاعر برگزار شده است.

## آثار
از این شاعر آثار زیادی به زبان عربی چاپ شده که می‌توان به موارد زیر اشاره نمود.
- موسوعة الشعر الشعبی ثلاثة اجزاء
- اناشید الاطفال خوزستان
- من هو الشهید
- مشاعل علی الطریق
- سلوة الروح فی اللطم و النوح
- دیوان احلی القصائد فی رثاء الامام القائد
- دیوان القصائد الخمینیات
- الالعاب الشعبیة لعرب خوزستان (کتاب)
- آراء فی التفسیر اللغوی للقرآن الکریم (کتاب)
- المرأة المسلمة بین الامس و الیوم (کتاب)
- دروس فی الشعر الحسنی (کتاب)
- سالفة ابن خوزستان (کتاب)
- حراس الثورة الاسلامیة (کتاب)
- تجوید الصلاة الائمة الجمعة و الجماعات (کتاب)
- دروس فی الشعر الشعبی (کتاب)
- دروس فی الشعر العربی (کتاب)
- هذا الرجل اعرفه- قصة حیاة الشاعر کتبها بنفسه (کتاب)
- تراثنا الشعبی خلال قرن (کتاب)
- دیوان دمعة علی شاطی الفرات (کتاب)
- دیوان ونت گلب (کتاب)
- الموشحات الجزء الاول (کتاب)
- الموشحات الجزء الثانی (کتاب)
- دیوان مختارات من شعری (کتاب)